# Soundtrack to Your Escape
Soundtrack to Your Escape — сьомий студійний альбом шведського мелодік дез-метал гурту In Flames.

## Список пісень
1. «F(r)iend» — 3:27
2. «The Quiet Place» — 3:45
3. «Dead Alone» — 3:43
4. «Touch of Red» — 4:13
5. «Like You Better Dead» — 3:23
6. «My Sweet Shadow» — 4:39
7. «Evil in a Closet» — 4:02
8. «In Search for I» — 3:23
9. «Borders and Shading» — 4:22
10. «Superhero of the Computer Rage» — 4:01
11. «Dial 595-Escape» — 3:48
12. «Bottled» — 4:17

### Обмежене видання
1. «Discover Me Like Emptiness» — 4:17

### Делюкс видання
1. «Watch Them Feed» — 3:11
2. «Land of Confusion» — 3:22

### Корейське видання
1. «Clayman (Вживу на Wacken 2003)»
2. «Discover Me Like Emptiness» — 4:17

## Бонус DVD
- «The Quiet Place» (Музичне відео)
- «Touch of Red» (Музичне відео)
- «Watch Them Feed» (Вживу на Wacken Open Air 2003)
- «Only for the Weak» (Вживу на Wacken Open Air 2003)
- «The Making of»

## Бонус DVD (Корея)
- «System» (Вживу в Сеулі, Корея)
- «Pinball Map» (Вживу в Сеулі, Корея)
- «Episode 666» (Вживу в Сеулі, Корея)

## Список учасників

### Члени гурту
- Андерс Фріден — вокал
- Єспер Стрьомблад — гітара
- Бйорн Гелотте — гітара
- Петер Іверс — бас-гітара
- Даніель Свенссон — ударні

### Запрошувані музиканти
- Ер'ян Ернклоо — клавішні, програмування

### Випуск
- Ніклас Сундін — обкладинка альбому